# Пон-л’Аббе-д’Арну
Пон-л’Аббе-д’Арну́ (фр. Pont-l’Abbé-d’Arnoult) — коммуна во Франции, находится в регионе Пуату — Шаранта. Департамент коммуны — Приморская Шаранта. Входит в состав кантона Сен-Поршер. Округ коммуны — Сент.
Код INSEE коммуны — 17284.

## Население
Население коммуны на 2010 год составляло 1727 человек.
| 1962 | 1968 | 1975 | 1982 | 1990 | 1999 | 2010 |
| ---- | ---- | ---- | ---- | ---- | ---- | ---- |
| 1230 | 1295 | 1341 | 1362 | 1385 | 1743 | 1727 |